# 堺なおこの朝いちばん
『堺なおこの朝いちばん』（さかいなおこのあさいちばん）は、STVラジオで放送されていたラジオ番組。パーソナリティは堺なおこ。2010年10月1日放送終了。

## 内容
2003年4月放送開始。2001年より放送されていた歌謡プラザ朝いちばんの流れを汲んでいる。主婦が役立つ情報を朝から伝える10分番組。お弁当のおかず、喫茶店、デパ地下グルメ、おすすめランチ・おやつ情報、プチ美容術、といった幅広い情報を伝えた。
毎週一人に、3キロのお米券のプレゼントがあった。2010年10月1日放送終了。

## 放送時間
- 毎週月曜 - 金曜 5:20 - 5:30 (JST)